# دیوید مولیکا
دیوید مولیکا (انگلیسی: David Mulica؛ زادهٔ ۱۷ مارس ۱۹۴۹) دوچرخه‌سوار اهل ایالات متحده آمریکا است. وی در بازی‌های المپیک تابستانی ۱۹۷۲ شرکت کرده است.